# سانت ألبرت (البرتا)

مقاطعة البرتا

سانت ألبرت (بالإنجليزية: St. Albert)‏ بلدة كندية في مقاطعة ألبرتا.

## جغرافيتها
تبلغ مساحتها 35.04 كلم2 وعدد سكانها بحسب إحصائية سنة 2006 حوالي 57,719 نسمة بكثافة 1,647 نسمة/كلم2. وإحداثياتها هي 53.63023°N 113.6257°W.

## أعلام
- غاري يفبفر
- ميخائيل كوبر
- دانا فيرغسون
- نيك هولدن
- جايسون تومسون
- سكوت فايفر
- كرايغ كاميرون